# Юнусов, Ариф Сейфулла оглы
Ари́ф Сейфулла́ оглы́ Юну́сов, также используется вариант фамилии Юну́с (азерб. Arif Seyfulla oğlu Yunusov, 12 января 1955, Баку) — руководитель департамента конфликтологии и миграции Института мира и демократии Азербайджана, кандидат исторических наук, конфликтолог. С 2016 года вместе с супругой — Лейлой Юнус в эмиграции в Нидерландах.

## Биография
В 1981 году окончил исторический факультет Азербайджанского государственного университета, в 1986 году защитил кандидатскую диссертацию на тему «Военное дело в Азербайджане в средние века».
До 1992 год работал в Институте истории Академии наук Азербайджана (с 1987 — заведующий отделом ранней истории).
Участвовал во «Временном инициативном центре Народного фронта Азербайджана», который покинул в январе 1990 года, когда прошла третья конференция НФА, где произошло отделение либеральной части этой организации не захотевшее оставаться в одном лагере с ультрарадикалами.
В 1992—1993 годах возглавлял Информационно-аналитический отдел аппарата президента Азербайджана. С 1994 по 1997 гг. был представителем международной гуманитарной организации «Каритас» в Азербайджане.
С 1997 года является руководителем департамента конфликтологии и миграции Института мира и демократии.
Является автором более 40 статей по проблемам военной истории древнего и средневекового Востока, а также более 200 статей по современным проблемам, в том числе проблемам Кавказа, Карабахскому конфликту, проблемам беженцев, миграции, а также региональной безопасности.
Является автором книг — «Месхетинские турки» (2000), «Культура мира» (2002), «Ислам в Азербайджане» (2004), «Карабах: прошлое и настоящее» (2005), «Азербайджан в начале XXI века: конфликты и потенциальные угрозы» (2007), а также множества статей, монографий, аналитических материалов по проблемам современного мира, в том числе Кавказа.
Занимается профессиональным исследованием конфликтов в мире, в том числе Карабахского конфликта. Является автором аналитических материалов, исследований по Карабахскому конфликту. В 2007 году предложил идею урегулирования Карабахского конфликта мирными путём с пользой для обеих сторон и мирного сосуществования двух народов на одной территории.

### Семья и личная жизнь
Отец — азербайджанец, мать — армянка.
Брат, Рамис Юнус — член партии «Мусават», с 2003 года политэмигрант в США, политолог.
Супруга — Лейла Юнус.

## Арест
30 июля 2014 года привлечён к уголовной ответственности по обвинению в государственной измене и мошенничестве (статьи 274 и 178.3.2 УК Азербайджана) в связи с проектами в области «народной дипломатии», исполнявшимися ИМД вместе с армянскими партнёрами. 5 августа 2014 года арестован вместе с женой и помещен в Бакинский следственный изолятор. Amnesty International признала Лейлу и Арифа Юнусов «узниками совести». В месте лишения свободы Юнусовы не обеспечивались адекватной медицинской помощью в связи с серьёзными заболеваниями.
13 августа 2015 года азербайджанский суд приговорил Лейлу Юнус и Арифа Юнуса к 8,5 и 7 годам лишения свободы по обвинениям в мошенничестве, уклонении от уплаты налогов, незаконном предпринимательстве, фальсификации документов. Правозащитные организации и западные правительства раскритиковали приговор, назвав его политически мотивированным, и напрямую связали обвинения с их деятельностью в области защиты гражданских свобод. Президент ПАСЕ Анн Брассёр заявила, что она «шокирована и возмущена приговором», и расценила дело супругов Юнус как «очередное доказательство серьёзных и системных проблем с правами человека в Азербайджане». Глава российского отделения Human Rights Watch Татьяна Локшина расценила суд как «насмешку над правосудием», и наказание за правозащитную деятельность. Обвинение в государственной измене в отношении супругов было выделено в отдельное производство.
Генеральный секретарь Совета Европы Турбьёрн Ягланд заявил, что, с учётом системных недостатков в судебной системе Азербайджана, тенденций роста случаев преследования правозащитников и журналистов в области прав человека, приговор может быть рассмотрен в Европейском суде по правам человека. Комиссар СЕ по правам человека Нил Муйжниекс также осудил данный приговор.
Евросоюз призвал власти Азербайджана освободить Лейлу Юнус и Арифа Юнуса, а также рассмотреть дела против них «в рамках прозрачного и справедливого процесса», заявила главы дипломатии ЕС Федерика Могерини. В заявлении говорится, что «приговор подтверждает отрицательную тенденцию в соблюдении Азербайджаном его международных обязательств по соблюдению прав человека и основополагающих свобод».
В заявлении государственного департамента США говорится, что обвинения, по всей видимости, связаны с правозащитной деятельностью супругов Юнус, и призвал Баку немедленно освободить их.
Представитель МИД Азербайджана Хикмет Гаджиев назвал судебный процесс «справедливым и открытым». МИД Азербайджана расценил критику в адрес приговора, как безосновательную, предвзятую и абсурдную, как политику двойных стандартов.
В ходе рассмотрения апелляции на приговор, 12 ноября 2015 г. Бакинский апелляционный суд изменил меру пресечения А. Юнусова под домашний арест. 9 декабря 2015 г. суд избрал мерой пресечения супругов Юнусовых условное лишение свободы с испытательным сроком на 5 лет. При этом Лейла Юнус была освобождена в зале суда.
Живёт за пределами Азербайджана.

## Книги
- Юнусов А. Месхетинские турки: дважды депортированный народ. — Баку : Заман, 2000. — 164 с.
  - Arif Yunusov. Meskhetian Turks: Twice Deported People. — Baku : Open Society Institute, Institute Peace and Democracy, 2000. — 92 p.
- Юнусов А. Culture of Peace. — Baku : Sharq, 2001. — 68 p.
- Юнусов А. Ислам в Азербайджане. — Заман, 2004. — 381 с.
  - Arif Yunusov. Islam in Azerbaijan. — Baku : Zaman, 2004. — 388 p.
- Arif Yunusov. Karabakh: past and present. — Turan Information Agency, 2005. — 96 p.
- Юнусов А. Азербайджан в начале двадцать первого века: конфликты и потенциальные угрозы. — Баку : Adilʹogly, 2007. — 273 с.
  - Arif Yunusov. Azerbaijan in the early of XXI Century: Conflicts and Potential Threats. — Baku : ADILOGLU, 2007. — 256 p.
- Юнусов А. Миграционные процессы в Азербайджане. — Баку : Adilʹogly, 2009. — 343 с.
  - Arif Yunusov. Migration Processes in Azerbaijan. — Baku : ADILOGLU, 2009. — 304 p.
- Юнусов А. Исламская палитра Азербайджана. — 2012. — 168 с. — ISBN 9952251327, ISBN 9789952251326.
- Юнусов А. Исламский фактор в Азербайджане. — Баку : Adilʹogly, 2013. — 271 с. — ISBN 9952251343, ISBN 9789952251340.
- Leyla Yunus, Ариф Юнус. Из советского лагеря в азербайджанскую тюрьму. — 2018. — ISBN 9788378931508.
- Leyla Yunus, Arif Yunus. Vom sowjetischen Lager zum aserbaidschanischen Gefängnis :  [нем.]. — Löcker Verlag, 2018. — 474 S. — ISBN 3854099290, ISBN 9783854099291.
- Leyla Yunus, Arif Yunus. The Price of Freedom: Torture of political prisoners in Europe today :  [англ.]. — Uitgeverij Gopher, 2020. — ISBN 9789493172739.

## Критика
Азербайджанский социолог Сергей Румянцев пишет, что Юнусов в основном опирается на информацию из СМИ, чаще всего привлекая в качестве источников материалы газет, но при этом тематика его монографий максимально широка. По мнению Румянцева, Юнусов не считает нужным помещать свой анализ в какой-либо теоретический контекст (что, однако является общей чертой практически всех работ постсоветского периода, будь то публикации сотрудников академических институтов или НПО). Также Руменцев считает, что в своем анализе Юнусов зачастую воспроизводит язык СМИ и государственной идеологии, однако на общем фоне тексты Юнусова весьма информативны и в определённой степени свободны от идеологических клише.